# Terapon
Chi cá căng (Danh pháp khoa học: Terapon) là một chi cá biển trong Họ Cá căng Terapontidae Chi cá này sống ở biển, có một số loài còn vào cả nước ngọt, phân bố nhiều trong các vùng biển Ấn Độ-Thái Bình Dương, là giống có nhiều loài nhất trong họ cá căng. Trong số đó nhiều loài có giá trị kinh tế và được đánh bắt, khai thác để làm nguồn thực phẩm cho con người.

## Từ nguyên
Tên nguyên thủy của chi cá này chính là Therapon, không có danh pháp đồng nghĩa khác được ghi nhận. Nó được du nhập tên "Terapon" sau khi ghi nhận lại tên Hy Lạp therapon. Trên thực tế nó cấu thành từ từ tiếng Hy Lạp: teras (cf. teratosaurus) + tiếng Hy Lạp: pontios = "đại dương", ám chỉ chúng sống ở biển.

## Các loài
Chi này gồm ba loài:
- Terapon jarbua (Forsskål, 1775).
- Terapon puta (Cuvier, 1829).
- Terapon theraps (Cuvier, 1829).

## Đặc điểm
Các loài trong chi này đều có thân hình bầu dục, dẹp bên, phủ vảy lược dày, phần lược cứng, khó rụng. Đầu tương đối lớn, dẹp bên, má và nắp mang phủ vảy. Xương nắp mang có 2 gái, gái dưới lớn khỏe kéo dài quá màng nắp mang. Có 6 tia nắp màng, màng giả còn tồn tại. Xương bả vai trên và xương quạ thường lộ ra ngoài vảy. Răng nhọn, mọc thành đai răng trên hai hàm, răng hàng ngoài cùng lớn khỏe. Trên xương khẩu cái và xương lá mía có răng hoặc răng đã biến hóa.
Vây lưng lõm ở cuối phần gai cứng, có 11-13 gái cứng (phổ biến là 12 gái) và 8-14 tia vây. Vây hậu môn có 3 gai cứng và 7-12 tia vây. Vây đuôi phân thành 2 thùy. Mõm nhọn, chiều dài mõm lớn hơn hẳn đường kính mắt (bằng khoảng 1,4-1,7 lần); hai gai cứng sau cùng của vây lưng xấp xỉ bằng nhau; phần gai vây lưng không có vết đen lớn.